# Булат (метал)
Була́т (від перс. فولاد, фулад через тюркське болот, «сталь») — сталь, завдяки особливій технології виготовлення відрізняється своєрідною внутрішньою структурою і виглядом («візерунком») поверхні, високою твердістю і пружністю. З найдавніших часів, перші згадки зустрічаються ще у Арістотеля, використовується для виготовлення холодної зброї — клинків мечів, шабель, кинджалів, ножів та іншого.

## Історія
Булат виробляли в Індії (під назвою вуц), в Середній Азії і в Ірані під назвами табан, хорасан, фаранд, в Сирії — дамаск. Аль-Біруні наводив деякі відомості про його виробництво: «Другий сорт виходить, коли в тиглі зазначені речовини плавляться неоднаково і між ними не відбувається досконалого змішування. Окремі частки їх розташовуються впереміш, але при цьому кожну з них видно по особливому відтінку. Називається це фаранд. У мечах, які їх (два відтінки) з'єднують, він високо цінується». На Русі були знайомі зі східним булатом та виробами з нього, є також відомості про закупівлю булату для виробництва зброї. Для його класифікації використовувалися такі терміни, як червоний і синій булат, червоне залізо. У Росії литий булат, аналогічний старовинним східним зразкам, був отриманий на Златоустівському заводі під керівництвом російського гірничого інженера, начальника Златоустівських заводів генерала-майора Павла Петровича Аносова. Аносов почав займатися булатом в 1828 році за дорученням Гірничого відомства. Після величезного числа дослідів були отримані зразки булатних клинків і злитків булатної сталі. У звітах Аносова описуються і відтворені ним способи отримання класичної кованої дамаської сталі, але робиться висновок про те, що це нетехнологічно. В 1839 році зброя та інші вироби з російського булату демонструвалися в Санкт-Петербурзі, в 1841 році робота Аносова «Про Булат» була представлена на Демидівську премію.

## Опис
Булат — збірна назва для твердих та в'язких сплавів заліза і вуглецю. Хімічно булат відрізняється від сталі кількісним вмістом вуглецю. За цим показником булат близький до чавуну. Але фізично він зберігає гнучкість низьковуглецевих сталей і відчутно перевершує останні по твердості після гартування. Такі властивості більш пов'язані зі структурою металу, ніж з хімічним складом (за аналогією з чистим без домішок графітом і алмазом, у яких хімічний склад ідентичний, але фізичні властивості різні). Таким чином, один тільки хімічний аналіз не дозволяє визначити відношення металу до булату. Булат вимагає відмінних від сталі способів обробки (кування, загартування) і може бути пошкоджений неправильною термічною обробкою, ставши звичайною сталлю або нековким чавуном. Тим не менш булат може бути доведений до розплавлення і після охолодження залишитися булатом, або, як у випадку з дамаском, може бути багато разів прокованим і звареним ковальським зварюванням сам із собою або з іншими булатами і сталями. З безлічі сталей (але далеко не з усіх) може бути отриманий булат практично без зміни хімічного складу вихідного матеріалу, але здатність сплаву отримувати в процесі кристалізації характерну для булатів структуру сильно залежить від лігатури сплаву і булати НЕ вийдуть з високолегованих сталей, а з легованих, якщо виходять, то тільки нижчі сорти булатів.
Високого ґатунку булат є неперевершеним зразком досконалості металу, тому досі збереглися нечисленні ентузіасти, які володіють мистецтвом його приготування і обробки.

## Технологія
Зовні булат відрізняється наявністю безладного візерунка, який виходить при кристалізації. На нього, як на одне з відмінностей від зварювального дамаску, де візерунок виходить закономірним, вказував ще Аль-Біруні. Аносов також звертав на це увагу. Він розробив 4 шляхи отримання булату:
Сплав залізних руд з графітом, або відновлення і поєднання заліза з вуглецем; сплавлення заліза при доступі вугілля, або з'єднання його попередньо з вуглецем та відновлення його за допомогою закису заліза або за допомогою тривалого відпалення без доступу повітря, і, нарешті, сплавлення заліза безпосередньо з графітом, або з'єднання, його прямо з вуглецем.

Перший, спосіб вимагає найчистіших залізних руд, які не містять крім закису заліза ніяких сторонніх домішок, особливо сірки. Але подібні руди зустрічаються надзвичайно рідко, притому і втрата в графіті досить значна, а успіх у насиченні заліза вуглецем не завжди залежить від майстерності. Більш того, руди, при малій відносній вазі, займають більше об'єму, ніж залізо, і, містячи в собі металу близько половини своєї ваги, зменшують кількість продукту при одній місткості з залізом до ¼ і навіть до ⅛ при одних і тих самих витратах. З цього видно, наскільки цей спосіб занадто дорогий. Таким чином, труднощі відшукати в досконалості перші матеріали, випадковість сполуки заліза з вуглецем в належній пропорції і дорожнеча робить цей спосіб не доступним для введення у великому вигляді. Але він знайомить і зі способом древніх і з причиною дорогоцінності досконалих азійських булатів, бо стародавні швидше могли потрапити на спосіб простий, ніж складний. Вживання тиглів настільки ж давнє, як і популярність золота: нічого не могло бути ближче для стародавніх алхіміків, як випробування плавкою всі тіла, схожих по зовнішньому вигляді на метали, і в цьому випадку для них ближче було випробовувати графіт, ніж для нас, що звикли думати, що він не плавиться і може бути корисний тільки в тиглях і олівцях.
Другий спосіб не міг бути введений у використання по причині важкого кування при значному вмісті вуглецю, що відбувається, на мою думку, від недостатньої чистоти кричного заліза і від ускладнення очистити його абсолютно за допомогою залізного закису. Залізо може бути покращено способом, що вживається в Японії і взагалі в Азії, — тривалим збереженням у воді або землі, а очищення вугілля навряд чи буде настільки досконалим, як в графіті.
Третій спосіб введений вже у вжиток, але як лита сталь для збереження ковкості не може містити багато вуглецю, то вона і складе особливий розряд литих булатів, придатних на оздоблення дешевих виробів: бо пуд литого булату обходиться близько 10 рублів.

Четвертий спосіб, як шанований мною зручніший і відповідно при найменших витратах, до отримання справжніх булатів. — П.П.Аносов. "Про Булат"
У СРСР також проводились експерименти з булатом, описані Ю. Г. Гуревичем. Радянський спосіб полягав у тому, що залізо або маловуглецеву сталь розплавляли в індукційній печі, нагрівали до 1650 °C, розкислювали кремнієм і алюмінієм, після чого додавали вуглець у вигляді графіту. В результаті отримували чавун з 3-4 % вмістом вуглецю. Після ця рідина трохи охолоджувалася і в неї порціями подавалася стружка з маловуглецевої сталі або заліза, в сумі 50-70 % від маси чавуну. Готовий до відливання розплав знаходиться в кашкоподібному стані — в ньому виважені ці частинки. При кристалізації виходив булат з високовуглецевої матрицею, в який вкраплені низьковуглецеві частинки. Ці частинки насичувались вуглецем тільки зовні, а всередині зберігали невеликий вміст вуглецю (від 0,03 до 1 %, в залежності від способу охолодження). Середній же вміст вуглецю в матриці становив близько 1,5 %. Для додання додаткових властивостей можуть бути додані легуючі елементи (наприклад, нікель і хром надають булату корозійну стійкість). Для отримання квітчастих булатів звичайний булат оксидувався при t 200 ° — 400 °C, що в результаті давало бузкові візерунки на тлі золотистої матриці.